# Краснослободский сельсовет (Минская область)
Краснослобо́дский сельсовет (бел. Чырвонаслабодскі сельсавет) — административная единица на территории Солигорского района Минской области Белоруссии. Административный центр — городской посёлок Красная Слобода (не входит в состав сельсовета).

## История
Создан 20 августа 1924 года в составе Краснослободского района Слуцкого округа БССР. Центр — деревня Красная Слобода. С 9 июня 1927 года в Бобруйском округе. После упразднения системы округов — в Кранослободском районе БССР. С 21 июня 1935 года в Краснослободском районе Слуцкого округа, который снова создан как пограничный округ. 15 июля 1935 года упразднён в связи с созданием Краснослободского местечкового совета, который в 1938 году был преобразован в поссовет. После введения областного деления с 20 февраля 1938 года в Краснослободском районе Минской области. С 20 сентября 1944 года по 8 января 1954 года в составе Бобруйской области. После упразднения Краснослободского района 8 августа 1959 года — в составе Старобинского района, с 25 декабря 1962 года — в Любанском.
25 декабря 1962 года населённые пункты Большой Рожан, Боровая, Добрая Лука, Новый Рожан Чудинского сельсовета Ганцевичского района Брестской области вошли в состав Любанского района, 27 декабря 1962 года — в Краснослободском поссовете, 6 января 1965 года — в Солигорском районе. 28 февраля 1965 с части Краснослободского сельсовета создан Рожанский сельсовет.
30 марта 2006 года в состав поссовета вошли населённые пункты упразднённого Первомайского сельсовета. 30 октября 2009 года поссовет преобразован в сельсовет. 29 декабря 2009 года в сельсовет вошла территория упразднённого Рожанского сельсовета. 24 ноября 2010 года упразднена деревня Дошново, позднее — деревня Красное Озеро.

## Состав
Краснослободский сельсовет включает 21 населённый пункт:
- Белое Болото — деревня.
- Большой Рожан — деревня.
- Большая Альшанка — деревня.
- Боровая — деревня.
- Вишнёвка — посёлок.
- Гороховцы — деревня.
- Добрая Лука — деревня.
- Дубово — деревня.
- Дубровка — деревня.
- Затишье — посёлок.
- Колос — деревня.
- Комсомольский — посёлок.
- Малая Альшанка — деревня.
- Малый Рожан — деревня.
- Новинки — деревня.
- Первомайск — деревня.
- Подозёрное — посёлок.
- Новый Рожан — деревня.
- Шибино — деревня.
- Яблоново — посёлок.
- Язвино — деревня.

## Население
Согласно переписи 2009 года на территории сельсовета проживало 650 человек, среди которых 92,5 % — белорусы.